# 10. SS-Panzer-Division „Frundsberg“
Die 10. SS-Panzer-Division „Frundsberg“ war eine Panzerdivision der Waffen-SS während des Zweiten Weltkrieges.

## Hintergrund und Namensgebung
Die Division sollte ursprünglich den Namen „Karl der Große“ tragen, wurde schließlich jedoch nach Georg von Frundsberg, einem Landsknechtsführer aus dem 16. Jahrhundert benannt. Ähnlich wie die Namen anderer SS-Divisionen z. B. die 9. SS-Panzer-Division „Hohenstaufen“ oder die 7. SS-Freiwilligen-Gebirgs-Division „Prinz Eugen“ sollte der Name Frundsberg an herausragende Ereignisse bzw. Persönlichkeiten deutscher Geschichte erinnern.
Der Name spiegelt auch eine innerhalb der SS stattfindende Auseinandersetzung um die militärischen Leitbilder der Waffen-SS wider. Während Heinrich Himmler die deutschen Ordensritter zum Leitbild erhob, bevorzugten andere SS-Führer, u. a. Gottlob Berger, Felix Steiner und Oskar Dirlewanger, die Landsknechte. Vor diesem Hintergrund sind auch die Benennung von Einheiten mit Götz von Berlichingen und Florian Geyer zu sehen. Pate standen die Landsknechte Grimmelshausens nur nominell. Das eigentliche Leitbild lehnte sich an das von Ernst Jünger nach dem Ersten Weltkrieg neu geprägte Ideal des Landsknechts an.

## Geschichte
Die Division entstand am 1. Februar 1943 als 10. SS-Panzergrenadier-Division „Karl der Große“ im besetzten Südfrankreich. Noch während der Aufstellung wurde sie am 1. Juni 1943 in eine Panzer-Division umgewandelt. Am 3. Oktober 1943 erhielt sie den Ehrennamen Frundsberg.

### Aufstellung in Frankreich
Nach der Schlacht von Stalingrad wurde das SS-Panzerkorps mit den drei ersten Panzer-Divisionen der Waffen-SS aus Frankreich an die Ostfront verlegt. Zur Abwehr der zu erwartenden Invasion der Westalliierten sollte die Waffen-SS zwei neue Panzer-Divisionen (Nr. 9 und 10) aufstellen. Diese Neuaufstellungen begannen im Januar 1943. Zu dieser Zeit reichte die Anzahl der Kriegsfreiwilligen nicht mehr aus, so dass zum ersten Mal in größerem Ausmaß wehrpflichtige Rekruten zwangsweise zur Waffen-SS eingezogen wurden.
Die Division wurde nach der Ausbildung in Südfrankreich und der Normandie als Reserve verwendet. In ihren Reihen dienten viele freiwillige Franzosen und Donauschwaben ungarischer Staatsangehörigkeit. Die Donauschwaben waren aufgrund des deutsch-ungarischen Abkommens über die Wehrpflicht der Volksdeutschen aller Jahrgänge in der Waffen-SS vom 14. April 1944 in die Waffen-SS eingezogen worden.
Die Gliederung mit den für den Verband durchgeführten Neuaufstellungen war:
- Divisionsstab 10. SS-Panzer-Division () (aus Übernahme Rahmenpersonal von Einheiten des SS-Panzer-Korps und Wehrpflichtigen sowie Freiwilligen der Jahrgänge 1925 und 1926)
- SS-Panzer-Abteilung 10 () (aus Übernahme Rahmenpersonal von Einheiten des SS-Panzer-Korps, SS-Sturmgeschütz-Abteilung 10 und Wehrpflichtigen sowie Freiwilligen der Jahrgänge 1925 und 1926)
- SS-Panzergrenadier-Regiment 1 „Frundsberg“ () (aus Übernahme Rahmenpersonal von Einheiten des SS-Panzer-Korps und Wehrpflichtigen sowie Freiwilligen der Jahrgänge 1925 und 1926)
- SS-Panzergrenadier-Regiment 2 „Frundsberg“ () (aus Übernahme Rahmenpersonal von Einheiten des SS-Panzer-Korps und Wehrpflichtigen sowie Freiwilligen der Jahrgänge 1925 und 1926)
- SS-Panzer-Artillerie-Regiment 10 () (aus Übernahme Rahmenpersonal von Einheiten des SS-Panzer-Korps und Wehrpflichtigen sowie Freiwilligen der Jahrgänge 1925 und 1926)
- SS-Aufklärungs-Abteilung 10 () (aus Teilen SS-Kradschützen-Regiment 10 und Wehrpflichtigen sowie Freiwilligen der Jahrgänge 1925 und 1926)
- SS-Panzer-Nachrichten-Abteilung 10 () (aus Übernahme Rahmenpersonal von Einheiten des SS-Panzer-Korps und Wehrpflichtigen sowie Freiwilligen der Jahrgänge 1925 und 1926)
- SS-Panzer-Pionier-Bataillon 10 () (aus Übernahme Rahmenpersonal von Einheiten des SS-Panzer-Korps und Wehrpflichtigen sowie Freiwilligen der Jahrgänge 1925 und 1926)
- SS-Flak-Artillerie-Abteilung 10 () (aus Übernahme Rahmenpersonal von Einheiten des SS-Panzer-Korps und Wehrpflichtigen sowie Freiwilligen der Jahrgänge 1925 und 1926)
- Sonstige SS-Versorgungstruppen mit der Nr. 10

Während der Aufstellungszeit wurden die beiden Panzergrenadier-Regimenter umbenannt und wurden danach als SS-Panzergrenadier-Regimenter 21 und 22 bezeichnet.

### Besatzung und Ausbildung in Frankreich
Das erste Stationierungsgebiet, ab dem ersten Februar 1943, umfasste einen rund 80 × 80 km großen Aufstellungsraum Saintes im Gebiet zwischen Bordeaux, Limoges und La Rochelle. Der Divisionsstab war in Angoulême.
Das zweite Stationierungsgebiet war für den Zeitraum Juli bis August 1943 ein ebenfalls etwa 80 × 80 km großer Unterkunftsraum im Gebiet ostwärts der Stadt Biarritz in Südfrankreich. Der Divisionsstab lag in Salies-de-Béarn rund 20 km östlich von Biarritz.
Das dritte Stationierungsgebiet, ab dem 11. August 1943, war ein etwa 50 × 60 km großer Unterkunftsraum im Gebiet nördlich Marseille in dem die Panzergrenadier-Division „Feldherrnhalle“ abgelöst wurde. Der Divisionsstab lag in Richebois. Der Grund für die erneute Verlegung lag in dem sich abzeichnenden Seitenwechsel Italiens. Die Division sollte am Unternehmen Siegfried, also der Übernahme des Besatzungsgebiets der italienischen 4. Armee in Südfrankreich, teilnehmen. In diesem Stationierungsgebiet erfolgte ab dem 11. Oktober 1943 die vollständige Ausrüstung der Division, insbesondere mit Kraftfahrzeugen aus dem erbeuteten Bestand der italienischen Armee. Bis zu diesem Zeitpunkt verfügte die Division über fast keine Kraftfahrzeuge und eine unzureichende Bewaffnung.
Das vierte Stationierungsgebiet, ab Anfang November 1943, war ein Unterkunftsraum in der Nähe der Kanalküste zwischen den Flüssen Dives und Seine im Gebiet um die Stadt Lisieux. In dieser lag auch der Divisionsstab.

### Verlegung nach Galizien
Im März 1944 wurde die 10. SS-Division zusammen mit ihrer Schwesterdivision (9. SS-Panzer-Division „Hohenstaufen“) nach Tarnopol in Galizien verlegt, um dort die im Kessel von Kamenez-Podolski eingeschlossene 1. Panzerarmee von außen durch einen Angriff auf die Kesselflanke bei ihrem Ausbruch nach Nordwesten zu unterstützen.

### Verlegung nach Frankreich
Fünf Tage nach dem Beginn der Operation Overlord, am 11. Juni 1944, wurden beide Divisionen im Eilmarsch, wiederum nach Frankreich zurückverlegt.

#### Raum Caen
Zum ersten Einsatz in der Normandie kam es am 29. Juni 1944 beim Ort Avrecy am Flüsschen Odon, rund 12 km südwestlich von Caen. Ziel des II. SS-Panzerkorps und somit auch der diesem unterstellen Division „Frundsberg“ war es, einen Ausbruch der Alliierten aus dem Landungsgebiet nach Osten zu verhindern.

#### Kämpfe bei Vire
Es folgten noch Kämpfe beim rund 20 km südwestlich gelegenen Ort Vire.

#### Kessel von Falaise
Nach dem Ausbruch der Alliierten aus dem Landungsbrückenkopf im Rahmen der Operation Cobra wurde die Division im Kessel von Falaise eingeschlossen.
Am 22. August verließ ein Transport mit 21 neuen Jagdpanzern IV für die SS-Panzerjäger Abteilung 10 der Division das Heereszeugamt.

### Wiederaufstellung in den Niederlanden
Nach dem Ausbruch kämpften sich Restteile über die Seine zurück und befanden sich im September zur Auffrischung in den Niederlanden.

### Operation Market Garden
Zusammen mit der 9. SS-Panzer-Division „Hohenstaufen“ vereitelten im September 1944 rasch zusammengezogene Alarmeinheiten der beiden Divisionen nach schweren Gefechten den Versuch der Alliierten, die Rheinbrücke von Arnheim zu besetzen (Operation Market Garden). Der Schwerpunkt der Kämpfe der Division Frundsberg lag hierbei in Arnheim und später im Gebiet um die Ortschaft Elst. Nach der Aufgabe des Ortes Elst zog sich die Division auf die Verteidigungsstellung Arnheim-Millingen nach Osten zurück.

### Brückenkopf Heusden
Am 27. Oktober wurden Teile der Panzer-Division Frundsberg in eine Brückenkopfstellung nach Heusden an der Maas nördlich von ’s-Hertogenbosch verlegt, um den Rückzug der deutschen 15. Armee über die Maas zu sichern. Der Einsatz endete nach der Räumung des Brückenkopfes von Heusden und der Sprengung der beiden Maasbrücken.

### Aachen
Es folgten vom 22. November bis zum 6. Dezember 1944 Kämpfe an der Rurfront bei Linnich nördlich von Aachen.

### Wiederaufstellung westlich von Köln
Am 6. Dezember 1944 wurde die Division in den Raum Kerpen/Blatzheim-Euskirchen zur Auffrischung verlegt und diente in dieser Zeit als Reserve der deutschen 6. Panzerarmee während der Ardennenoffensive.

### Ardennenoffensive
Lediglich kleinere Teile der Division (SS-Panzer-Flak-Abteilung 10, SS-Panzer-Artillerie-Regiment 10) wurden während der Ardennenoffensive im Raum Sankt Vith eingesetzt. Vom 14. Januar 1945 bis zum 3. Februar 1945 wurde die Division Frundsberg im Rahmen des Unternehmens Nordwind im Nordelsass eingesetzt. Das Einsatzgebiet lag um den Brückenkopf von Gambsheim.

### Verlegung an die Ostfront
Vom 16. Februar bis zum 20. März 1945 folgten nach einer Verlegung an die Ostfront zur Heeresgruppe Weichsel Kampfeinsätze bei Stettin, Stargard und Reetz in Pommern im Rahmen des Unternehmens Sonnenwende. Danach folgte eine abermalige Verlegung in den Raum Fürstenwalde.

### Einkesselung bei Spremberg
Im April 1945 wurde die Division bei Spremberg eingekesselt, konnte jedoch in Richtung Westen ausbrechen und wurde dabei immer wieder in Kämpfe mit den vorrückenden Verbänden der 1. Ukrainischen Front verwickelt.

### Vernichtung im Kessel von Kausche
Größere Gefechte gab es dabei im Raum Kausche und Plessa, wo die Division nochmals im Kessel von Kausche eingekesselt und letztlich bei ihrem erneuten Ausbruch in Richtung Westen aufgerieben wurde.

### Kapitulation
Versprengte Reste der 10. SS-Panzer-Division, von den vordringenden sowjetischen Kräften nach Süden abgedrängt, ergaben sich bei Kriegsende in Nordböhmen bei Teplitz-Schönau und in Bad Schandau an der Elbe den Russen.

## Gliederung
- SS-Panzer-Regiment 10
- SS-Panzer-Grenadier-Regiment 21 (vorher SS-Pz. Gren. Rgt. 1 „Frundsberg“)
- SS-Panzer-Grenadier-Regiment 22 (vorher SS-Pz. Gren. Rgt. 2 „Frundsberg“)
- SS-Kradschützen-Regiment 10
- SS-Panzer-Artillerie-Regiment 10
SS-Flak Artillerie-Abteilung 10
SS-Sturmgeschütz-Abteilung 10
SS-Panzerjäger-Abteilung 10
SS-Panzer-Pionier-Bataillon 10
SS-Panzer-Nachrichten-Abteilung 10
SS-Versorgungseinheiten 10

## Kommandeure
- 8. Januar bis 15. Februar 1943 SS-Standartenführer Michael Lippert
- 15. Februar bis 15. November 1943 SS-Brigadeführer und Generalmajor der Waffen-SS Lothar Debes
- 15. November 1943 bis 27. April 1944 SS-Gruppenführer und Generalleutnant der Waffen-SS Karl von Fischer-Treuenfeld
- 27. April 1944 bis 28. April 1945 SS-Brigadeführer und Generalmajor der Waffen-SS Heinz Harmel
- 28. April bis 8. Mai 1945 SS-Obersturmbannführer Franz Roestel

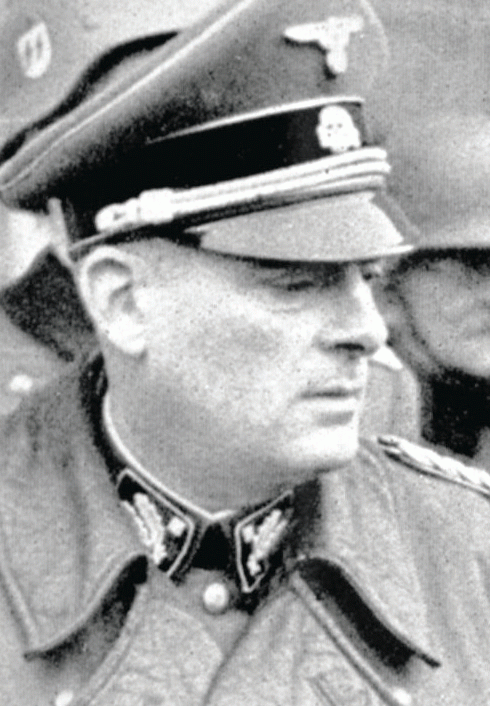
Generalleutnant Fischer von Treuenfeld – Kommandeur 1943–1944
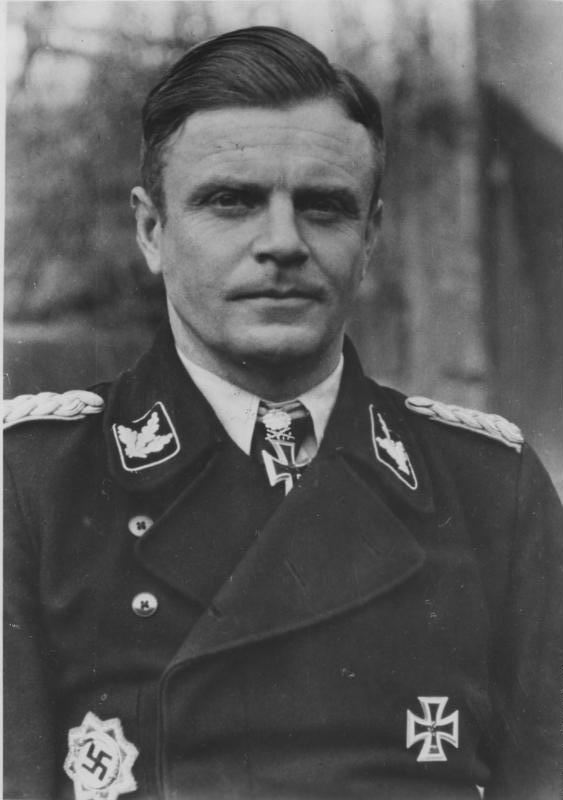
Generalmajor Harmel – Kommandeur 1944–1945

## Bekannte Angehörige
Günter Grass
Der Literaturnobelpreisträger Günter Grass diente – nach eigenen Angaben und ausweislich seiner Kriegsgefangenenakte – nach Abschluss seiner militärischen Grundausbildung ab dem 10. November 1944 bis zu seiner Verwundung am 20. April 1945 als Ladeschütze im SS-Panzer-Regiment 10 der Division. Bekannt machte er dies erst im August 2006.
Konrad Meyer
Der deutsche Agrarwissenschaftler Konrad Meyer, Begründer der wissenschaftlichen Raumplanung in Deutschland und Mitverfasser eines Teilplanes des Generalplans Ost, wurde im April 1945 als SS-Oberjunker in die Division versetzt.

## Beutepanzer
Schon seit Anfang 1943 bis zur Kapitulation 1945 setzten Wehrmacht und Waffen-SS erbeutete Sherman-Panzer verschiedener Versionen unter der Bezeichnung Panzerkampfwagen Pz.Kpfw. M4 748(a) an der Front ein. Medium Tank M4 Sherman wurden bei Kämpfen in Nordafrika und in Italien sowie an der West- und der Ostfront erbeutet. Die Sherman-Panzer wurden als Kampfpanzer, Bergepanzer und Munitionsschlepper eingesetzt. Bei den nicht als Kampfpanzer verwendeten Sherman-Panzern wurde der Geschützturm abgebaut.
Bei der 10. SS-Panzer-Division „Frundsberg“ waren zeitweise zehn M4 Sherman im Kampfeinsatz. Bei allen anderen deutschen Verbänden waren weniger M4 Sherman im Einsatz, meist nur einzelne Fahrzeuge.